# Bruno Pires (ciclista)
Bruno Manuel Pires Silva (Redondo, 15 maggio 1981) è un ex ciclista su strada portoghese.

## Palmarès

### Strada
- 2006 (Maia Milaneza, una vittoria)

Campionati portoghesi, Prova in linea Elite
- 2007 (LA-MSS, due vittorie)

4ª tappa Volta ao Alentejo (Redondo > Portalegre)
4ª tappa Grande Prémio Internacional Paredes Rota dos Móveis (Porto > Lordelo do Ouro)
- 2008 (LA-MSS, una vittoria)

4ª tappa Volta ao Alentejo (Fluviário de Mora > Serra de São Mamede)
- 2010 (Barbot-Siper, una vittoria)

2ª tappa Volta ao Alentejo (Viana do Alentejo > Estremoz)

#### Altri successi
- 2004 (Milaneza Maia)

Classifica scalatori Volta ao Alentejo

## Piazzamenti

### Grandi Giri
- Giro d'Italia

2011: non partito (5ª tappa)
2013: 61º
- Vuelta a España

2012: 97º

### Classiche monumento
- Liegi-Bastogne-Liegi

2012: 92º
2014: ritirato
2015: ritirato
- Giro di Lombardia

2012: 51º
2014: 42º
2015: ritirato

### Competizioni mondiali
- Campionati del mondo

Valkenburg 1998 - In linea Junior: ritirato
Verona 1999 - In linea Junior: 54º
Hamilton 2003 - In linea Under-23: 38º
Madrid 2005 - In linea Elite: ritirato
Valkenburg 2012 - In linea Elite: ritirato

### Competizioni europee
- Campionati europei

Apremont 2001 - In linea Under-23: 89º
Bergamo 2002 - In linea Under-23: 81º